# Henryk Emchowicz
Henryk Emchowicz (ur. 5 września 1902 w Warszawie, zm. 11 czerwca 1984 w Londynie) – polski piłkarz grający na pozycji napastnika.

## Życiorys
Inżynier elektryk, w 1931 skończył Politechnikę Warszawską. Pod koniec lat 30. budował elektrownie na Górnym Śląsku. 
Napastnik, lewy łącznik. Wychowanek szkolnej Slavii (grał tam w latach 1915–1917). Następnie trafił do Polonii Warszawa, gdzie występował przez 11 lat. W drużynie „Czarnych Koszul” wystąpił w czterech finałach mistrzostw Polski (w latach 1921–1923 i w 1925, łącznie 20 spotkań i 8 bramek), a także dwóch sezonach ligowych w okresie 1927–1928 roku, rozgrywając 22 mecze i strzelając 17 goli. Razem dla Polonii zagrał w 40 meczach, strzelił w nich 26 goli. Jest jednym ze skuteczniejszych strzelców warszawian. Wyróżnił się m.in. strzeleniem sześciu bramek Hasmonei Lwów w jednym meczu, z czego aż czterech z główki (poloniści zwyciężyli pewnie na boisku Agrykoli 9:2). Był jedną z gwiazd Polonii swojej epoki, choć niesłusznie zapomniany – sprawił to fakt, że we wrześniu 1939 roku znalazł się w sowieckiej niewoli, ukrywając swój oficerski status i nie dostając się do Katynia. Przeżył cudem pobyt na Syberii, skąd dotarł do armii gen. Andersa i wraz z nią przedostał się do Anglii. Uchodził również za doskonałego tenisistę, chyba najlepszego wśród piłkarzy. Jego starszy brat Mieczysław był popularnym lekkoatletą, a żona udzielała się w kilku sekcjach Polonii z powodzeniem.